# ساراوونيا (فلم)
ساراوونيا (بالفرنسية: Sarraounia) فيلم دراما تاريخي فرنسي موريتاني من تأليف وإخراج ميد هوندو سنة 1986. وهو مقتبس من رواية تحمل الاسم نفسه للكاتب النيجري عبد الله ماماني.
بلغت ميزانية العمل 3 ملايين دولار أمريكي، ساهم فيها ميد هوندو نفسه مع وزارة الثقافة البوركينية. حصل الفيلم على الجائزة الأولى في المهرجان الأفريقي للسينما والتلفزيون في واغادوغو سنة 1987، ولاقى استحسانًا كبيرًا.

## القصة
يتناول الفيلم قصة الغزو الأوروبي الاستعماري للقارة الأفريقية في أواخر القرن التاسع عشر، مركزا على قصة صمود «ساراوونيا» ملكة قبائل الأزناس الهوساوة في غرب أفريقيا التي قاومت مع جيشها، الغزاة الفرنسيين وانتصرت عليهم، وتحولت قصة صمودها في ما بعد إلى أسطورة لا تزال قائمة حتى اليوم.

## روابط خارجية
- مقالات تستعمل روابط فنية بلا صلة مع ويكي بيانات